# Alligny-en-Morvan
Alligny-en-Morvan é uma comuna francesa na região administrativa de Borgonha-Franco-Condado, no departamento Nièvre. Estende-se por uma área de 48,5 km². Em 2010 a comuna tinha 617 habitantes (densidade: 12,7 hab./km²).